# Branislav Hrnjiček
Branislav Hrnjiček (en serbi: Бpaниcлaв Xpњичeк; 5 de juny de 1908 - 2 de juliol de 1964) fou un futbolista serbi de la dècada de 1930.
Fou jugador de SK Jugoslavija i BASK. Fou internacional amb Iugoslàvia en 5 ocasions i participà en el Mundial de 1930.
Un cop retirat fou entrenador de clubs com FK Željezničar Sarajevo.